# Arvicolinae
Los arvicolinos (Arvicolinae) son una subfamilia de roedores integrada en la familia Cricetidae (cricétidos), e incluye campañoles, topillos, ratas de agua, lemmings y ratas almizcleras. Sus parientes más próximos son los miembros del resto de subfamilias que componen la familia: Cricetinae (hámsteres), Neotominae, Sigmodontinae y Tylomyinae. Es frecuente encontrar este grupo clasificado con el rango taxonómico de familia con los nombres Arvicolidae o Microtidae.

## Descripción
La característica más sencilla para identificar un arvicolino es por sus molares, que presentan varios prismas triangulares alternantes (coloquialmente llamados «árboles de Navidad»). Estos molares de corona muy elevada (hipsodontos) son de crecimiento continuo, muy bien adaptados a la dieta herbívora, contrarrestando su continuo desgaste.
Los arvicolinos tienen una distribución holártica y, junto a los Tylomyinae, son los únicos muroideos que se expandieron por América a través del puente de Beringia. Los arvicolinos medran en la zona subnival, por debajo de la capa de nieve invernal, sin necesidad de hibernar. Se caracterizan también por grandes fluctuaciones en el tamaño de sus poblaciones.
La mayoría de los arvicolinos son pequeños, peludos, de cola corta, como los topillos o lemmings. Algunos, como Ellobius e Hyperacrius, son cavadores y están bien adaptados a la vida subterránea. Otros, como Ondatra, Neofiber y Arvicola, han desarrollado un mayor tamaño corporal, asociado con un estilo de vida acuático.
Los representantes actuales de la subfamilia Arvicolinae se agrupan en 7 tribus, 26 géneros y 143 especies.

## Clasificación
- Subfamilia Arvicolinae
  - Tribu Arvicolini

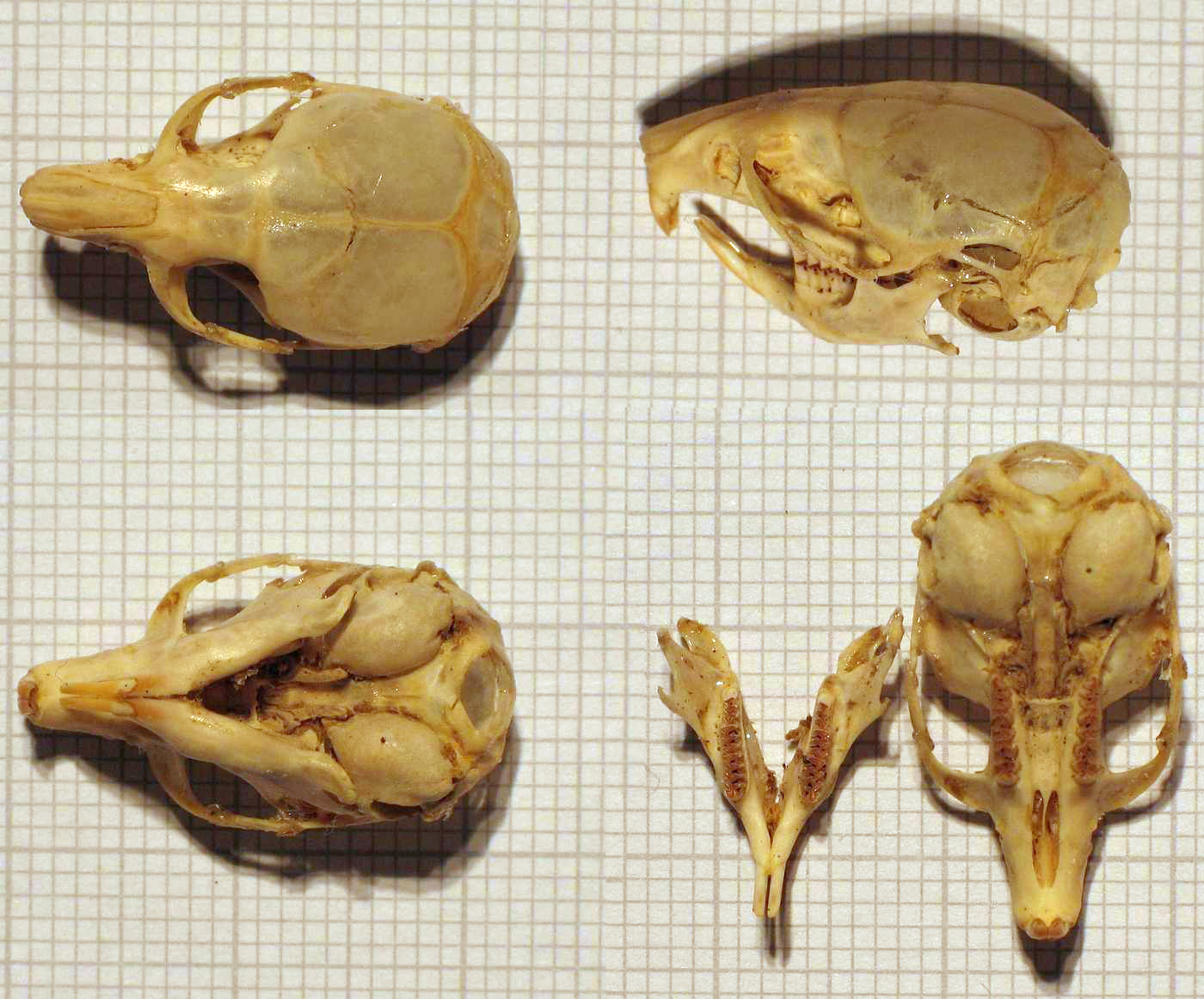
Cráneos de topillo rojo (Myodes glareolus). Nótese el característico diseño de los molares de los arvicolinos.

    - Género Arvicola: campañoles o ratas de agua
    - Género Blanfordimys: campañol afgano y de Bucharia
    - Género Chionomys: campañol o topillo nival
    - Género Dolomys†
    - Género Kislangia†
    - Género Lasiopodomys: campañoles
    - Género Lemmiscus: campañoles
    - Género Microtus: campañoles propiamente dichos o topillos
    - Género Mimomys†
    - Género Neodon: campañoles de montaña
    - Género Phaiomys: campañoles
    - Género Proedromys: campañol duque o de Bedford
    - Género Promimomys†
    - Género Volemys: campañoles

  - Tribu Clethrionomyini†
    - Género Altaiomys†

  - Tribu Dicrostonychini
    - Género Dicrostonyx

  - Tribu Ellobiusini: campañoles topo 
    - Género Ellobius: campañoles topo

  - Tribu Lagurini
    - Género Eolagurus
    - Género Lagurus: campañoles de la estepa

  - Tribu Lemmini
    - Género Lemmus
    - Género Myopus
    - Género Synaptomys

  - Tribu Myodini
    - Género Alticola: campañoles de Asia Central
    - Género Caryomys: campañoles
    - Género Eothenomys: campañoles de Asia Oriental
    - Género Hyperacrius: campañoles de Pakistán
    - Género Myodes: campañoles o topillos de espalda roja

  - Tribu Neofibrini
    - Género Neofiber

  - Tribu Ondatrini
    - Género Ondatra

  - Tribu Pliomyini
    - Género Dinaromys: campañoles de los Alpes Dináricos

  - Tribu Prometheomyini
    - Género Prometheomys

  - Incertae sedis
    - Género Arborimus: campañoles arborícolas
    - Género Phenacomys: campañoles de los brezos.

## Campañoles
Un campañol es un pequeño roedor, también conocido como rata de campo o ratón de campo, el término «campagnol» se empleó por primera vez por Buffon en su Histoire naturelle,  adaptándolo del italiano campagnoli. En España a veces se les llama topillos, y en otros lugares se les llama cuis, por su similitud con este último animal.
Los campañoles son de morfología similar al ratón, pero tienen un cuerpo más robusto y una cola peluda y más corta. La cabeza es ligeramente más redonda, los ojos y orejas más pequeños. También se diferencian en la morfología de sus dientes molares. 
Hay aproximadamente 155 especies de campañoles. En Norteamérica las especies de este grupo forman la subfamilia Arvicolinae junto con los lemmings y la rata almizclera.

## Topillos
En España se denomina a veces topillo a los campañoles, por analogía con los topos. El término no viene recogido en el Diccionario de la Real Academia.
Se trata de roedores de pequeño tamaño que excavan galerías subterráneas. Pertenecen a los géneros Microtus, Myodes (también conocido como Clethrionomys) y Chionomys, todos ellos encuadrados en el mismo suborden de los miomorfos, y en la misma subfamilia que las ratas de agua (Arvicolinae).
Las especies que han recibido habitual u ocasionalmente el nombre de «topillos» son:
- Chionomys nivalis: topillo nival.
- Microtus agrestis: topillo agreste.
- Microtus arvalis: topillo campesino. En el verano de 2007 esta especie ha sido noticia por la explosión demográfica que ha constituido una grave plaga para diversos cultivos en Castilla y León, habiendo dado lugar además a una multiplicación inusual de casos de tularemia.
- Microtus cabrerae: topillo de Cabrera.
- Microtus duodecimcostatus: topillo mediterráneo.
- Microtus gerbei: topillo pirenaico.
- Myodes glareolus: topillo rojo o topitopito.
- Microtus lusitanicus: topillo lusitano.
- Microtus ochrogaster: topillo de la pradera.

Para más información, véase el artículo dedicado a cada especie.